# Onthophagus phanaeides
Onthophagus phanaeides là một loài bọ cánh cứng trong họ Bọ hung (Scarabaeidae).